# Lepidostoma proavum
Lepidostoma proavum is een fossiele soort schietmot uit de familie Lepidostomatidae.